# 1070
1070 (MLXX) var ett normalår som började en fredag i den julianska kalendern.

## Händelser

### Okänt datum
- Halsten avsätts som kung av Sverige. Västgötarna väljer Håkan Röde till kung, medan svearna väljer Anund Gårdske, som de anser bättre skickad att leda blotandet i Gamla Uppsala.
- Adam av Bremen omnämner ett hednatempel i Gamla Uppsala (omkring detta år).
- Den norske kungen Olav Kyrre grundar staden Bergen.
- Hereward the Wake inleder en saxisk revolt i östra England.
- Lanfranc, en italiensk advokat, blir ärkebiskop av Canterbury.
- Den centralasiatiske poeten Yusuf Balasagun färdigställer Kutadgu Bilig.
- Borgen Wartburg uppförs (omkring detta år).
- Otto av Nordheim, hertig av Bayern, störtas.

## Födda
- Filip, kung av Sverige 1105–1118 (möjligen född kring detta år).
- Bertrade de Montfort, grevinna av Anjou och drottning av Frankrike.

## Avlidna
- Balduin VI av Flandern.